# Rescue 8
Rescue 8  è una serie televisiva statunitense in 73 episodi trasmessi per la prima volta nel corso di 2 stagioni dal 1958 al 1960.

## Trama
I pompieri del dipartimento dei vigili del fuoco di Los Angeles sono alle prese con varie situazioni drammatiche. I protagonisti sono i pompieri Wes Cameron e Skip Johnson. I due devono mettere in salvo vittime di incidenti stradali, frane, diportisti o escursionisti in pericolo, e così via.

## Personaggi
- Wes Cameron (73 episodi, 1958-1960), interpretato da Jim Davis.
- Skip Johnson (73 episodi, 1958-1960), interpretato da Lang Jeffries.
- Patty Johnson (24 episodi, 1958-1960), interpretata da Nancy Rennick.
- Susan Johnson (24 episodi, 1958-1960), interpretata da Mary K. Cleary.
- capo (5 episodi, 1958-1960), interpretato da Tom McKee.
- professor Oliver Lawrence (4 episodi, 1958-1959), interpretato da Robert Cornthwaite.
- Mary Taggert (4 episodi, 1958-1959), interpretata da Anne Bellamy.
- Frank Rawlins (4 episodi, 1958-1959), interpretato da Sydney Smith.
- Ernie (3 episodi, 1959-1960), interpretato da Johnny Seven.
- Hank Carbo (3 episodi, 1958-1959), interpretato da Barry Cahill.
- Mathews (3 episodi, 1958-1959), interpretato da William Boyett.
- Ginny Stark (3 episodi, 1958-1959), interpretata da Robin Lory.
- Don Gordon (3 episodi, 1958-1960), interpretato da William Phipps.

Tra le guest star: Walter Coy, Brad Johnson, James Philbrook, John M. Pickard e Tyler McVey.

## Produzione
La serie fu prodotta da Cinefilm, Screen Gems e Wilbert Productions e girata a Los Angeles in California.

### Registi
Tra i registi della serie sono accreditati:
- Robert G. Walker (22 episodi, 1958-1959)
- William Beaudine (11 episodi, 1958-1959)
- Lawrence Doheny (4 episodi, 1959-1960)
- William Witney (3 episodi, 1959)
- Dann Cahn

## Distribuzione
La serie fu trasmessa negli Stati Uniti dal 1958 al 1960 in syndication.
La serie è uscita anche in Finlandia con il titolo Pelastuspartio 8.

## Episodi
| Stagione         | Episodi | Prima TV originale |
| ---------------- | ------- | ------------------ |
| Prima stagione   | 39      | 1958-1959          |
| Seconda stagione | 34      | 1959-1960          |